# Panda! Go, Panda!
Panda! Go, Panda! (パンダコパンダ?, Panda kopanda, lett. "Panda, piccolo panda") è un film d'animazione del 1972 diretto da Isao Takahata. Il film vede anche la partecipazione di Hayao Miyazaki in qualità di sceneggiatore e art designer. Il mediometraggio anime fu prodotto al culmine della panda mania in Giappone, iniziata nel settembre 1972 quando il governo annunciò il prestito di un paio di panda giganti dalla Cina allo Ueno Zoo come parte della diplomazia del panda. Fu distribuito nei cinema dalla Toho il 17 dicembre 1972, abbinato al film Kaijū daifunsen: Daigorō tai Goliath.
In Italia il film ed il suo sequel, Il circo sotto la pioggia, sono stati distribuiti da Dynit in un unico DVD.

## Trama
Mimiko è una vispa bambina che vive con la nonna dopo la morte dei suoi genitori. Un giorno la nonna parte per un viaggio improvviso con il treno: è un po' in apprensione per dover abbandonare la bambina da sola e si fa promettere di comportarsi bene e di scrivere una lettera al giorno.
Al ritorno a casa Mimiko ha però una sorpresa: nel cortile ci sono due panda, il grosso Papanda e il figlio Pan, appena scappati dallo zoo e che erano stati attratti dal bosco di bambù sul retro della casetta.
La bambina, che non ha più il padre, decide quindi che il grosso Papanda diventi suo papà, in cambio lei diventerà la mamma del piccolo Pan. Da quel momento Mimiko si ritrova con una vera famiglia, che non si divide neppure quando i due panda ritornano allo zoo, visto che Papanda e Pan potranno tornare liberamente a trovarla.

## Produzione
Nel 1971 Takahata e Miyazaki ebbero l'idea di realizzare un adattamento animato di Pippi Calzelunghe intitolato Nagakutsushita no Pippi, Sekai Ichi Tsuyoi Onna no Ko ("Pippi Calzelunghe, la ragazza più forte del mondo"). I due si recarono a Visby in Svezia per fare ricerche grafiche per il film e per discutere con l'autrice Astrid Lindgren del progetto. In seguito al suo rifiuto per poter utilizzare la sua creazione l'anime venne annullato, e i due presero invece parte alla celebre serie Le avventure di Lupin III. Molte delle idee per Pippi Calzelunghe confluirono in seguito in questo mediometraggio, specie per quanto riguarda il personaggio di Mimiko.
Ad entrambi i mediometraggi partecipò in qualità di key animator Yoshifumi Kondo, che aveva anch'egli lavorato alla serie di Lupin III. Kondo continuò a collaborare estensivamente con Takahta e Miyazaki per diversi progetti, tra cui: Anna dai capelli rossi, Una tomba per le lucciole e I sospiri del mio cuore.
Mimiko e i due panda sono stati inoltre ritenuti dei possibili prototipi per i personaggi di Mei e dei Totoro de Il mio vicino Totoro.

## Sequel
Il film fu seguito nel 1973 da Il circo sotto la pioggia.